# Martin Parr
Martin Parr (Nascido em 23 de maio de 1952) é um fotógrafo documental britânico, fotojornalista e colecionador de álbuns fotográficos. Conhecido por seus projetos fotográficos que trazem uma visão intimidadora, satírica e antropológica sobre os aspectos da vida moderna, em particular, documentando as classes sociais da Inglaterra, e mais amplamente a riqueza do mundo ocidental. Seus principais projetos foram: rural communities (1975–82), The Last Resort (1983–85), The Cost of Living (1987–89), Small World (1987–94) e Common Sense (1995–99). Desde 1994, Parr tem sido um membro da Magnum Photos. Ele tem cerca de 40 álbuns fotográficos individuais publicados, e tem participado em cerca de 80 exposições ao redor do mundo - incluindo a exposição de turismo internacional ParrWorld, além de uma retrospectiva no Centro artístico de Barbican, em Londres, 2002.

## Vida e carreira

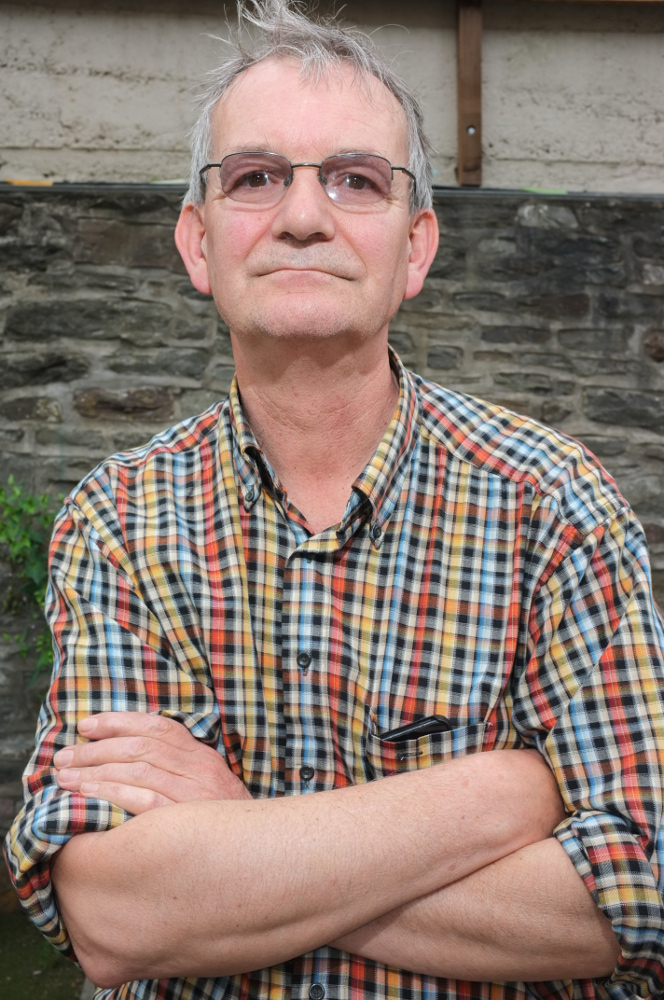
Parr em 2014

### Vida pessoal
Nascido em Epsom, Surrey, Parr queria ser um fotógrafo documental desde os 14 anos. Ele cita seu avô, George Parr, um fotógrafo amador e parceiro da Royal Photographic Society, como influência.:13,14 Casado com Susan Mitchell, eles tem uma filha, Ellen Parr.

### Fotógrafo
Comentário de Parr sobre sua fotografia:
O que procuro constantemente de fundamental é a diferença entre a mitologia do local e a realidade do mesmo.:57 ... Lembre-se, eu faço fotografias sérias disfarçadas de entretenimento. Isso faz parte do meu mantra. Eu faço as imagens aceitáveis, a fim de encontrar o público, mas no fundo, existe muito mais acontecendo que não é visto logo de cara. Se você quiser ler, você pode ler.:69,70
A estética de Parr é um close-up, através do uso de  lentes macro, e empregando cores saturadas, resultado do tipo de filme e/ou uso de um anel de flash. Isso permite que ele coloque seus experimentos "sob o microscópio" em seu próprio ambiente, dando a eles o espaço para expor suas vidas e valores em um jeito que muitas vezes envolve um humor descuidado. Suas técnicas, como visto em seu livro Signs of the Times: A Portrait of the Nation's Tastes (1992), tem sido dita que deixa os espectadores com uma reação emocional ambígua, indecisos se riem ou choram.

#### Manchester Polytechnic (1970–1973)
Parr estudou fotografia na Universidade Metropolitana de Manchester de 1970 até 1972 com seus contemporâneos Daniel Meadows e Brian Griffin. Parr e Meadow colaboraram em vários projetos, incluindo trabalhar no Butlin's como 
fotógrafos itinerantes. Eles foram parte de uma nova onda de fotógrafos documentais, "Um grupo britânico livre, que, embora nunca deu-se um título tornou-se conhecido de várias formas, como 'Os jovens fotógrafo britânicos', 'Fotógrafos independentes' e 'A nova fotografia britânica'.":49,50:17

#### Comunidades rurais, West Yorkshire, Greater Manchester e Irlanda (1975–1982)
Em 1975, Parr mudou-se para Hebden Bridge em West Yorkshire:23 onde ele completaria seu primeiro trabalho sério. Ele esteve envolvido com o Albert Street Workshop, um centro de atividades artísticas que incluía uma câmara escura e espaço de exposição. Parr passou cinco anos fotografando a vida rural na área, focando nas Capelas não-conformistas metodistas (e algumas batistas), um ponto de foco para comunidades agrícolas isoladas que no início dos anos 70 estavam fechando. Ele fotografou em preto e branco, por sua natureza nostálgica e por ser apropriado para seu olhar celebratório sobre essa atividade passada. Além disso, os fotógrafos da época eram obrigados a trabalhar em preto e branco para serem levados a sério, sendo a cor associada à fotografia comercial e instantânea. Sua série The Non-Conformists foi amplamente exibido na época e publicado como um livro em 2013. O critico Sean O'Hagan, escrevendo em The Guardian, disse "É fácil esquecer o quão silenciosamente observador Parr era como um fotógrafo preto e branco".
Em 1980 Parr casou com Susan Mitchell e, por causa do trabalho dela, eles se mudaram para a costa oeste da Irlanda. Ele montou uma câmara escura em Boyle, County Roscommon.
As primeiras publicações de parr, Bad weather, publicado em 1982 por Zwemmer com o subsidio do Conselho de Artes da Grã-Bretanha, Calderdale Photographs(1984) e A Fair day: Photographs from the West coast of Ireland (1984), são todas as fotografias destacando a maior parte do norte da Inglaterra e da Irlanda, em preto e branco. Ele usou uma Leica M3 com uma lente de 35 mm  embora para Bad Weather ele trocou rapidamente para uma câmera subaquática com uma flashgun.

#### A classe trabalhadora,The Last Resort(1982–1985)
Em 1982 Parr e sua esposa mudaram-se para Wallasey, Inglaterra, e passou a utilizar permanentemente fotografia a cor, inspirado pelo trabalho de fotógrafos Estadunidenses, principalmente Joel Meyerowitz, mas também William Eggleston e Stephen Shore, além dos Britânicos Peter Fraser and Peter Mitchell.:31 Parr escreveu que "Eu também tinha encontrado cartões postais de John Hinde quando eu trabalhava na Butlin's no começo dos anos 70 e a cor brilhante e saturada destes teve um grande impacto em mim".  Durante o verão de 1983, 1984 e 1985:35–36 Parr fotografou pessoas da classe trabalhadora à beira-mar nas proximidades de New Brighton. Este trabalho foi publicado no livro The Last Resort: Photographs of New Brighton (1986) e exibido em Liverpool e Londres.
Embora John Bulmer foi pioneiro na fotografia documental colorida da Grã-Bretanha, de 1965, Gerry Badger disse sobre The Last Resort:

É difícil, sob uma perspectiva de quase um quarto de século, subestimar o significado de The Last Resort, seja na fotografia britânica, seja na carreira de Martin Parr. Para ambos, representou uma mudança sísmica no modo básico de expressão fotográfica, do monocromo à cor, uma mudança técnica fundamental que anunciou o desenvolvimento de um novo tom na fotografia documental.

Karen Wright, escrevendo em The Independent, disse " Ele foi atacado por alguns críticos por seu escrutínio das classes trabalhadoras, mas olhando para essas obras, vê-se apenas o olhar implacável de Parr capturando a verdade de uma classe social que abraça o lazer em qualquer forma disponível".

#### A classe média,The Cost of Living(1987–1989)
Em 1985 Parr completou uma comissão para o Documentary Photography Archive em Manchester para fotografar pessoas em supermercados em Salford, Retailing in the Borough of Salford, que agora é mantido no arquivo.
Ele e sua esposa mudaram-se para Bristol em 1987, onde eles ainda vivem. Durante 1987 e 1988 ele completou seu próximo grande projeto, sobre a classe média, que naquela época se tornava cada vez mais ricos sob o Thatcherismo. Ele fotografou atividades de classe média, como compras, jantares e dias de escola aberta, predominantemente em torno de Bristol e Bath:42 no sudoeste da Inglaterra. Foi publicado como seu próximo livro The Cost of Living (1989) e exibido em Bath, London, Oxford e Paris. Seu livro Onde Day Trip (1989) destacou fotografias tiradas quando ele acompanhou pessoas em um booze cruise para França, uma comissão da Mission Photographique Transmanche.

#### Turismo em massa,Small World(1987–1994)
Entre 1987 e 1994 Parr viajou internacionalmente para fazer sua próxima grande série, a critica do turismo em massa, publicado como Small World em 1995. Uma edição revisada com fotografias adicionais foi publicada em 2007. Foi exibido em 1995-1996 em Londres, Paris, Edinburgh, e Palma na Espanha e tem continuado a ser exibido em vários locais desde então.
Ele fi professor visitante de fotografia na Universidade de arte e design em Helsinki entre 1990 e 1992.

#### Consumismo global,Common Sense(1995–1999)
Entre 1995 e 1999 Parr criou a série Common Sense sobre consumismo global. Common Sense foi uma Exposição de 350 cópias, e um livro publicado em 1999 com 158 imagens. A Exposição foi exibida pela primeira vez em 1999 e foi organizado em quarenta e um locais em dezessete países simultaneamente. As fotos retratam as minúcias da cultura de consumo e se destinam a mostrar as maneiras pelas quais as pessoas se divertem. As fotografias foram tiradas com lentes de 35 mm filme ultra-saturado para suas vividas cores intensificadas.

### Magnum Photos
Parr juntou-se a Magnum Photos como um membro associado em 1988. A votação sobre sua inclusão como membro integral em 1994 não foi unânime, com Philip Jones Griffiths apelando aos outros membros para não admiti-lo. Parr alcançou a maioria necessária de dois terços por apenas um voto. A sociedade Magnum o ajudou a trabalhar na fotografia editorial, e na fotografia de moda editorial para Paul Smith, Louis Vuitton, Galerie du jour Agnès B. and Madame Figaro.:60–61
Em 2014, Parr foi eleito presidente da Magnum Photos International.

### Colecionador

#### Álbum fotográfico
Parr é um colecionador e critico de Álbuns fotográficos. Sua colaboração com o critico Gerry Badger, The Photobook: A history (em 3 volumes) cobre mais de 1 000 exemplos de Álbuns fotográficos do século XIX até ao presente. Os primeiros 2 volumes demoraram 8 anos para serem completos. A exposição retrospectiva de Tate Modern's sobre Daido Moriyama em Londres incluiu muitos livros de Moriyama emprestados de Parr exibidos em vitrines.

#### Outros items
Parr também coleciona cartões postais, fotografias e varios outros itens da cultura vernácula e popular como papéis de parede, relógios de Saddam Hussein e cartões de anuncio de prostitutas achados em cabines telefônicas (Tart card). Itens de suas coleções têm sido utilizados como base para publicações e exibições. Desde a década de 1970, Parr coletou e publicou os cartões postais chiques feitos entre os anos 1950 e 1970 por John Hinde e sua equipe de fotógrafos.

### Curador
Parr foi o diretor artístico convidado para o Festival de fotografia de 2004 Rencontres d'Arles, curador convidado da exposição  New Typologies  no Festival de Fotografia de Nova York em 2008, e curador convidado da Brighton Photo Biennial em 2010, que ele chamou de New Documents. O critico Sean O'hagan, escrevendo em The Guardian, disse "Em 2004, ele foi convidado pelos organizadores do annual Rencontres D'Arles para ser curador convidado. O festival de Arles daquele ano, em seu alcance e ambição, continua a ser o padrão pelo qual todos os Rencontres subsequentes foram julgados ".

### Filme e televisão
Parr tem se envolvido na produção em televisão, documentários e outros filmes.
De 1990–92 Parr colaborou com Nick Barker, tirando fotografias para acompanhar o filme de Barker Signs of the Times.
Em 1997,  Parr começou a produzir seus próprios documentários com a Mosaic Film.
Em 2003, Parr foi o tema e apareceu extensivamente no epsodio The World According to Parr da série Imagine, dirigido e produzido por Rebecca Frayn, e hospedado e produzido executivamente por Alan Yentob.
Ele foi o cameraman no filme It's Nice Up North (2006) com o comediante Graham Fellows (em seu papel de John Shuttleworth). O filme é um documentário cômico filmado ao longo de vários anos em Shetland.
Em 2007, Parr participou da BBC Four's The Genius of Photography, uma série documental de seis partes explorando a história da fotografia. Em 2008, ele foi um dos três juízes na série do Channel 4 Picture This.
Em 2014 Parr criou "Turkey and Tinsel", Um deadpan de 60 minutos e muitas vezes hilariante documentário de vídeo observacional sobre o Natal artificial na pequena cidade Inglaterra.

### Lecionando
Em 2004 Parr foi nomeado professor de fotografia na Universidade de Walles, Newport. Em 2013 ele foi nomeado professor de fotografia na Ulster University em Belfast.

## Recepção
O fotógrafo e curador alemão Thomas Weski disse:

Martin Parr é um cronista da nossa época... Lazer, consumo e comunicação são os conceitos que este fotógrafo britânico vem pesquisando há várias décadas em suas viagens mundiais... Parr nos permite ver coisas que nos pareciam familiares de uma maneira completamente nova.

Dan Rule, escrevendo em The Age, disse:
A assinatura de Parr é sua habilidade não só de isolar o mais evocativo dos detalhes humanos, mas de elevar tais fragmentos visuais ao do signo ou glifo mais amplo da sociedade.

## Prêmios
- 2004: Professor de fotografia, Universidade do País de Gales, Newport.[7][44]
- 2005:  Membro honorário da Royal Photographic Society.[1]
- 2008: Centenary Medal, Royal Photographic Society.[2]
- 2008: Doutor em Artes, grau honorário, Universidade Metropolitana de Manchester (MMU), em reconhecimento pela sua contínua contribuição à fotografia e à Escola de arte MMU .[45]
- 2008: Lifetime Achievement Award, PHotoEspaña.[44]
- 2008: International Award da Sociedade fotográfica do Japão.[46]
- 2014: Exceptional Achievement in Photography, Amateur Photographer, Londres.[47]
- 2014: Lucie Award, em fotografia documental, Lucie Foundation.[48][49]

## Publicações

### Monografias
- Bad Weather.
  - Londres: Zwemmer, 1982. ISBN 0-302-99996-5. Com 54 placas numeradas mas não-catalogadas em preto e branco, e textos por Michael Fish e Peter Turner, e um posfácio, "Thoughts on Bad Weather", baseado em uma conversa de Parr com Turner e Heather Forbes.
  - Books on Books 17. Nova York, NY: Errata Editions, 2014. ISBN 978-1-935004-33-2. Ensaios por Thomas Weski, "Even the Queen gets wet"; Peter Turner; e Jeffrey Ladd.
- Calderdale Photographs. [Leeds, Yorkshire]: Calderdale Museums Services, 1984. OCLC 441700642. Um catálogo de 12 páginas, com a explicação "Preparado como um registro do trabalho de Martin Parr no vale de Calder entre 1974 e 1980, e para ligar com a exibição de suas fotografias mantidas na Piece Hall Art Gallery, Halifax de 14 janeiro a 19 fevereiro 1984."
- A Fair Day: Photographs from the West Coast of Ireland. Wallasey: Promenade, 1984. ISBN 0-907797-10-5.

Publicado para acompanhar uma exposição itinerante, por Fintan O'Toole.
- Prescot: Now and Then. Prescot, Merseyside: Metropolitan Borough of Knowsley Leisure Services Department, 1984. ISBN 0947739009. Catalogo criado pelo Museu de Prescot.
- The Last Resort: Photographs of New Brighton.
  - Wallasey, Merseyside: Promenade Press, 1986. ISBN 0951141406.
  - Stockport, Cheshire: Dewi Lewis, 1998. ISBN 1899235167.
  - Stockport, Cheshire: Dewi Lewis, 2009. ISBN 1904587798.
  - The Last Resort. Fotografien von New Brighton. Heidelberg: Kehrer, 2009. ISBN 3868281053. Versão em alemão.
  - The Last Resort: Photographies de New Brighton. Marseille: Images en Manœuvres, 2009. ISBN 2849951544. Versão em francês.
- The Cost of Living. Manchester: Cornerhouse, 1989. ISBN 0-948797-55-X. New York: Aperture, 1991. ISBN 0-89381-439-3. Texto por Robert Chesshyre.
- One Day Trip = Voyage d'un jour. Mission photographique transmanche, cahier 5. Paris: Editions de la Différence; Pas-de-Calais: Centre régional de la photographie Nord-Pas-de-Calais, 1989. ISBN 2-904538-19-4. Bilingual (French and English); Texto por Robert Chesshyre.
- Signs of the Times: A Portrait of the Nation's Tastes. Manchester: Cornerhouse, 1992. ISBN 0948797916. Texto por Nicholas Barker, de uma série da BBC television.
  - Signes des temps. Paris: Textuel, 2006. ISBN 2845972032. Versão em francês.
- L'Ennui à deux = Bored Couples. Paris: Galerie du jour Agnès B., 1993. OCLC 864184535. Catálogo de uma exposição realizada em Galerie du jour Agnès B.; Texto em francês e inglês.
- Home and Abroad.
  - Home and Abroad. Londres: Jonathan Cape, 1993. ISBN 0-224-03132-5. Introdução por Ian McEwan.
  - Doma i v cizině = Home and Abroad. [Prague]: British Council, c.1999. ISBN 8023870572. OCLC 320072963. Texto por Vladimír Birgus.
- From A to B: Tales of Modern Motoring. Londres: BBC Books, 1994. ISBN 0-563-36984-1.
- Small World.
  - Small World: A global photographic project 1987–1994. Stockport, Cheshire: Dewi Lewis, 1995. ISBN 1-899235-05-1. Introdução por Simon Winchester.
  - Small World: Photographie-Projekt, 1987–1994. Heidelberg: Braus, 1995. ISBN 3894661364. Versão em alemão. Introdução por Simon Winchester.
  - Quel monde! Paris: Marval, 1995. OCLC 40327904. Versão em francês. Introdução por Roland Topor.
  - Les Itinéraires culturels. L'Europe en bref. Geneva: Centre européen de la culture; [Arles]: Actes sud, 1997. ISBN 2742715894. Extraído de Small World, Texto em francês por Michel Thomas-Penette.
  - Small World. Rome: Peliti Associati, 2005. ISBN 8885121330. Versão em italiano.
  - Small World: A global photographic project 1987–1994. Stockport, Cheshire: Dewi Lewis, 2007. Edição revisada. ISBN 978-1-904587-40-8. Introdução por Geoff Dyer.
  - Petite planète. Paris: Hoëbeke, 2008. ISBN 2842303199. Versão em francês.
- [Food] / Martin Parr.[n 2] Catalogo. 
  - Paris: Galerie du jour Agnès B., 1995. OCLC 174566690.
  - Paris: Presses artistiques, 1998. OCLC 52999719.
- West Bay. Abingdon, Oxfordshire: Rocket Press, 1997. OCLC 698589004. Sobre West Bay, Dorset, com poemas de 8 poetas, editado por Lottie Hoare. Edição de 250 copias.
- Japonais endormis = Nemuru Nihonjin (眠る日本人). Paris: Galerie du jour Agnès B., 1998. ISBN 2-906496-29-4.
- Common Sense. Stockport, Cheshire: Dewi Lewis, 1999. ISBN 1-899235-07-8. Sem texto.
- Benidorm. Über die Welt. = Sobre o mundo. Hannover: Sprengel Museum Hannover, 1999. ISBN 3-89169-145-9. Catálogo de uma exposição realizada no Sprengel Museum. Com texto por Gerry Badger e Thomas Weski em alemão e inglês.
- Autoportrait. Stockport, Cheshire: Dewi Lewis, 2000. ISBN 1-899235-72-8. Uma coleção de fotografias em pequeno formato por fotografos de retrato comerciais e outros ao redor do mundo de unsmiling Parr. Introdução por Marvin Heiferman.
  - Second, augmented edition. Stockport, Cheshire: Dewi Lewis, 2016. ISBN 978-1-907893-80-3.
- Think of England. Londres: Phaidon.
  - Hardback, 2000. ISBN 0-7148-3991-4.
  - Paperback, 2004. ISBN 0-7148-4454-3.
  - La tendre Albion. 2000. ISBN 0-7148-9121-5. Texto em francês.
- The Phone Book: 1998-2002. Edição de 2.000 copias. Londres: Rocket and Essen: Galerie 20.21, 2002. ISBN 0-946676-53-4. ISBN 3-9806647-2-4.
- 7 Communist Still Lifes. One Picture Book 17. Portland, OR: Nazraeli Press, 2003. ISBN 1590050517. Edição de 500 copias.
- Fashion Magazine. Paris: Magnum Photos, 2005. ISBN 978-2-9524102-0-5. Texto em francês e inglês.
- 7 Colonial Still Lifes. One Picture Book 28. Portland, OR: Nazraeli Press, 2005. ISBN 1590051335. Edição de 500 copias.
- Mexico. Texto por Rogelio Villarreal.
  - London: Chris Boot, 2006. ISBN 0-9546894-8-8.
  - New York: Aperture, 2006. ISBN 1597110310.
- Parrjektif: İstanbulʼda stil peşinde = Parrjective: Style hunting in Istanbul. Istanbul: Mavi Jeans, 2006. ISBN 9759671751.
- Tutta Roma. Rome: Contrasto, 2006. ISBN 88-6965-016-2. Texto principal por Ivana della Portella, introdução por Barringer Fifield.
- Parking Spaces. London: Chris Boot, 2007. OCLC 222585004. De acordo com o colophon, "O último espaço de estacionamento fotografado por Martin Parr em 41 países entre 2002 e 2007".
- Everybody Dance Now. New York: editions2wice, 2009. ISBN 0972388621.
- Playas. London: Chris Boot and Mexico: Editorial RM, 2009.
- Luxury. London: Chris Boot, 2009. ISBN 1-905712-13-8. Com uma introdução por Paul Smith.
  - Luxury. Madrid: RM, 2009. ISBN 8492480637. Em espanhol.
  - Luxe. Paris: Textuel, 2009. ISBN 2845973489. Em francês.
- Martin Parr in India. [New Delhi]: Photoink, 2010. ISBN 8190391178. "Clubs, hotels & tearooms", "The sea", "Darjeeling", "Indian cakes", "Wedding parties"; texto em hindi, urdu, e inglês.
- Japan. Kamakura: Super Labo, 2011. ISBN 4-905052-13-0. Edição de 500 copias.
- 7 Cups of Tea. One Picture Book 74. Portland, OR: Nazraeli Press, 2012. ISBN 978-1-58005-357-0. Edição de 500 copias.
- No Worries. Sydney: T & G, 2012. ISBN 978-0-987079-08-4. Produzido para o festival de fotografia da cidade de Fremantle e acompanhado de uma exibição no Western Maritime Museum, Victoria Quay, Fremantle; texto por Robert Cook.
- Up and Down Peachtree: Photographs of Atlanta. Rome: Contrasto, 2012. ISBN 88-6965-332-3.
- Souvenir: Martin Parr, fotografia i col·leccionisme. Barcelona: Centre de Cultura Contemporània de Barcelona, 2012. ISBN 8498034914. Catalogo de uma exibição mantida no Centre de Cultura Contemporània de Barcelona; Texto em catalão, inglês e espanhol.
- 100 photos de Martin Parr. Pour la liberté de la presse. Paris: Reporters sans frontières, 2012. ISBN 2362200108.
- Life's a Beach.
  - New York: Aperture, 2012. ISBN 1597112240. Edição de 1.000 copias.
  - Paris: Xavier Barral, 2012. ISBN 2365110274. Versão em francês. Edição de 1.000 copias.
  - Paris: Xavier Barral, 2012. ISBN 2365110088. Versão em francês.
  - New York: Aperture, 2013. ISBN 978-1597112246.
  - Munich: Schirmer/Mosel, 2013. ISBN 3829606389. Versão em alemão .
  - Tokyo: Akaaka, 2013. ISBN 4903545954. Versão em japonês.
- The Non-Conformists. New York: Aperture, 2013. ISBN 1-597112-45-3.
  - Les non-conformistes. Paris: Textuel, 2013. ISBN 2845974744. Versão em francês.
  - Los Inconformistas. Madrid: La Fábrica, 2013. ISBN 8415691343. Versão em espanhol.
- Grand Paris. Paris: Xavier Barral, 2014. ISBN 978-2-36511-047-1.
- Voewood Festival. High Kelling, Norfolk: Voewood Publications, 2014. ISBN 978-0992947200. Fotografias do Voewood Festival comissionado por Simon Finch. Introdução por DBC Pierre.
- Hong Kong Parr. London: GOST and Hong Kong: Blindspot Gallery, 2014. ISBN 978-1910401002. Fotografias de Hong Kong em 2013 comissionado por Blindspot Gallery, Acompanhado de uma exposição na galeria.
- Black Country Stories. Stockport, Cheshire: Dewi Lewis, 2014. ISBN 978-1907893636. Fotografias da Black Country region na Inglaterra, comissionado por Multistory, Acompanhado de uma exposição em The New Art Gallery Walsall e Wolverhampton Art Gallery.
- We Love Britain!. Munich: Schirmer/Mosel, 2014. ISBN 978-3829606875. Editado por Inka Schube e com texto em inglês e alemão por Inka Schube. Fotografia dos traços da identidade Britânica dentro e nos arredores de Hanover, Alemanha.
- Real Food. London: Phaidon, 2016. Com um ensaio introdutório de Fergus Henderson. Fotografias de alimentos tiradas ao longo da carreira de Parr.
  - ISBN 978-0714871035.
  - ISBN 9780714871547. Versão em francês.

### Retrospectivas, publicações privadas, e publicações limitadas
- Boring Photographs. 2000. Fotografias de Boring, Oregon. Edição de 12 copias.
- Flowers. Munkedals: Munken & Trebruk, 1999. Paris: Galerie du jour Agnès B., 2001. OCLC 82231759. Edição de 2500 copias.
- Stern Portfolio. Stern Spezial Fotografie 36. Hamburg: Stern, 2004. ISBN 978-3-570194-45-4. Retrospectiva; Textos em alemão e inglês.
- Fotografier 1971–2000. Stockholm: Kulturhuset, 2007. OCLC 474779301.
- Martin Parr Retrospective 1971–2000. Seoul Arts Centre, 2007. "

Este é o catálogo produzido para mostrar no show Parr’s retrospective no Centro de Artes de Seul em 2007."
- Urban Outfitters. Urban Outfitters, 2011. Um "catálogo de pré-visualização" de fotografias tiradas em Marrakesh para o varejista de roupas Urban Outfitters.[50]
- Assorted Cocktail. Luxembourg: Coordination Générale; New York: Magnum Photos, 2006. OCLC 190847363. Catálogo de exibição. 
  - [Palma de Mallorca] Ajuntament de Palma; [Alicante] Caja Mediterraneo, [2009]. Catálogo de uma exposição realizada em Casal Solleric, Palma de Mallorca, Espanha, June–September 2009; em catalão, inglês, espanhol e francês.
  - Prague: DOX, Centre for Contemporary Art, 2011. ISBN 8087446062. texto por Thomas Weski e Irena Šorfová.

### Cartões postais
- Home and Abroad. London: British Council, 1994. OCLC 51048056. Um conjunto de cartões postais, como o catálogo de uma exposição itinerante. Texto por Brett Rogers. Não confundir com o livro do mesmo título.
- Love Cube. [Stockholm]: Gun Gallery, 2007. ISBN 9197492507. Vinte e sete cartões em uma caixa, com um livreto. Fotografias por Parr, texto por Johan Croneman.
- Royal Wedding. Paris: Verlhac, 2011. ISBN 2916954791. Conjunto de 10 cartões postais dentro do pequeno álbum. texto (em francês) por Stéphane Bern.
- Royal Jubilee. Conjunto de 10 cartões postais dentro do pequeno álbum.
  - London: Pavilion, 2012. ISBN 978-1-862-059771. Texto (em Inglês) por Stéphane Bern.
  - Paris: Verlhac, 2012. ISBN 978-2-916954-94-3. Texto (em francês) por Stéphane Bern.

### Livros com outros
- Sobre Santiago: tres de Magnum. Santiago de Compostela: Universidade de Santiago de Compostela, Servicio de Publicacións e Intercambio Científico, 1993. ISBN 8481210595. Com Carl De Keyzer e Miguel Rio Branco. Catálogo de uma exibição realizada na University of Santiago de Compostela; texto em galego e inglês.
- John Davies, Martin Parr. Sguardi Gardesani 2. Milan: Charta, 1999. ISBN 8881582236. Fotografias por Parr e John Davies, texto por Franco Rella. Catalogo de uma exibição realizada no Museo Civico, Riva del Garda; texto em italiano e inglês.
- CPictures. Rome: Contrasto Due, 2003. ISBN 9788886982788. Fotografias por Parr, Gianni Berengo Gardin, Gueorgui Pinkhassov e Sandro Sodano; texto em italiano e inglês por [[]] [Renata Molho] e Denis Curti.
- Venedig. Frankfurt am Main: Büchergilde Gutenberg, 2005. ISBN 3936543984. ISBN 3763256563. Por Parr, Zora Del Buono, Nikolaus Gelpke, Paolo Pellegrin, Gueorgui Pinkhassov, Mark Power e Robert Voit.
- Road Trip, Martin Parr and Friends. Sony Ericsson, 2005. OCLC 693324651. With others. Um livro promocional para o celular-câmera Sony Ericsson K750.
- America 2006. Londres: Stephen Daiter Gallery/Schaden.com/Rocket Gallery, 2007. OCLC 778868246. Por Parr e John Gossage, "as the artists' choice of aliases, Obvious or Ordinary".
- Witness Number Three. New York: Joy of Giving Something, 2007. ISBN 1590052145.
- How We Are: Photographing Britain, from the 1840s to the Present. Londres: Tate, 2007. ISBN 1854377140. Livro por Val Williams e Susan Bright acompanhando uma exibição; Parr e Gerry Badger contribuiram para o capitulo "We are all photographers now".
- Correspondencia: Marcelo Brodsky + Martin Parr. AFA nécessaire. [Santiago, Chile]: Galería AFA, 2008. ISBN 9568627022. Catalogo de uma exibição do trabalho de Parr e Marcelo Brodsky. Em espanhol e inglês.
- Joachim Schmid Is Martin Parr · Martin Parr Is Joachim Schmid. Auto-publicado, Joachim Schmid / Blurb, 2009.
- Parr by Parr - Quentin Bajac Meets Martin Parr - Discussions with a Promiscuous Photographer. Amsterdam: Schilt, 2010. ISBN 978-9-053307-37-3. Com Quentin Bajac. 
  - Le Mélange des genres. Paris: Textuel, 2010. ISBN 2845973918. Versão em francês.
  - Martin Parr por Martin Parr: Un diálogo con Quentin Bajac: discusiones con un fotográfo promiscuo. BlowUp. Libros únicos. Madrid: La Fábrica D.L., 2010. ISBN 8492841702. Versão em espanhol.
  - Intervista a un fotografo promiscuo. Lezioni di fotografia. Rome: Contrasto, 2012. ISBN 8869653927. Versão em italiano.
  - Мартин Парр: В своем жанре. Интервью с Квентинм Бажаком. Treemedia, 2012. ISBN 978-5-903788-17-0. Versão em russo.
- A Book of King's: Views of a Cambridge College. Third Millennium Information, 2010. ISBN 1906507368. Sobre King's College, Cambridge, editado por Karl Sabbagh.
- Machu Picchu. Nazraeli Press Six by Six, set 1 v. 4. Portland, OR: Nazraeli, 2010. ISBN 1590052978. Edição de 100 copias. Os  outros volumes são por Anthony Hernandez, Todd Hido, Raymond Meeks, Toshio Shibata e Mark Steinmetz.
- The Real World = Tikras Pasaulis. Kaunas: Kaunas Photography Gallery, [2010]. ISBN 978-609-95146-1-1. Um conjunto de dois volumes: Um volume por Parr e outro por Rimaldas Vikšraitis.
- One Day: 10 Photographers. Heidelberg: Kehrer Verlag, 2011. ISBN 978-3-86828-173-6. Um conjunto em caixa, editado por Harvey Benge, de dez livros finos de fotografias tiradas em 21 de junho 2010, cada livro um por Parr, Jessica Backhaus, Gerry Badger, Benge, John Gossage, Todd Hido, Rob Hornstra, Rinko Kawauchi, Eva Maria Ocherbauer e Alec Soth. Neste dia Parr estava em sua casa em Bristol, e (de acordo com o prefácio) "Decidi fotografar os pequenos rituais da minha vida diária".
- Made in Italy. Rimini: Pazzini Editore, 2012. Livro de brochura. "Uma comissão para o Savignano Immagini Photo Festival na Itália resultou neste trabalho explorando a indústria da moda italiana na área. As imagens de Parr compõem um de oito livros de brochura por diferentes fotografos [. . .] coletivamente chamado de Sin_Tesis . Terrority | Industry | Now."[50]

### Livros editados ou com contribuições de Parr
- The Actual Boot: The photographic post card boom, 1900–1920. Bradford: National Museum of Photography, Film, and Television, 1986. ISBN 0948308036. Com Jack Stasiak. Catalogo de uma exibição que abriu no National Museum of Photography, Film, and Television e em seguida excursionou-se.
- smart. Reduce to the Max. Biel, Switzerland: Micro Compact Car AG, 1997. OCLC 175165701. Sobre o carro Smart. Conceito por Reinhold Weber, Parr é o fotografo principal.
- Boring Postcards. Londres: Phaidon, 1999. Capadura ISBN 0-7148-3895-0. Brochura ISBN 0-7148-4390-3. Reproduções de cartões-postais chatos da Grã-Bretanha.
- Boring Postcards USA. London: Phaidon, 2000. Capa dura ISBN 0-7148-4000-9. Brochura ISBN 0-7148-4391-1. Reproduções de cartões postais chatos dos Estados Unidos.
- Langweilige Postkarten. London: Phaidon, 2001. ISBN 0-7148-4062-9. Reproduções de cartões-postais chatos da Alemanha.
- From Our House to Your House: Celebrating the American Christmas. Stockport, Cheshire: Dewi Lewis, 2002. ISBN 1-899235-34-5
- Our True Intent Is All for Your Delight: The John Hinde Butlin's Photographs. Londres: Chris Boot, 2002. ISBN 0-9542813-0-6. Londres: Chris Boot, 2011. ISBN 1905712200.
  - Notre sincère désir est votre plaisir. Paris: Textuel, 2002. ISBN 2845970641. Versão em francês.
- Bliss: Postcards of Couples and Families. London: Chris Boot, 2003. ISBN 0-9542813-3-0. Reproduções de cartões-postais.
  - Bonheur! garanti pour le couple, idéal pour la famille. Textuel, 2003. ISBN 9782845970977. Versão em francês.
- Saddam Hussein Watches. [London: Chris Boot], 2004. OCLC 58732043.
- Lodz Ghetto Album. London: Chris Boot, 2004. ISBN 0-9542813-7-3. Fotografias por Henryk Ross sobre Łódź ghetto sob os nazistas; selecionado por Parr e Timothy Prus.
  - Łódź Getto. Łódź: Fundacja Edukacji Wizualnej, 2005. OCLC 751110164.
- Arles, rencontres de la photographie: 2004. Arles: Actes Sud, 2004. ISBN 2742752218. Parr foi curador.
- The Photobook: A History. London: Phaidon. Com Gerry Badger.
  - Vol. I. 2004. ISBN 0-7148-4285-0.
  - Vol. II. 2006. ISBN 0-7148-4433-0.
  - Vol. III. 2014. ISBN 978-0-7148-6677-2.
- Le livre de photographies: une histoire. Paris: Phaidon.
  - Tome 1. 2005. ISBN 0714894834.
  - Tome 2. 2007. ISBN 071489706X.
- My Amsterdam. Amsterdam: De Verbeelding, 2005. ISBN 9074159788. Fotografias por Ed van der Elsken. Acompanhando uma exibição no Amsterdam Fotomuseum/FOAM; editado e introduzido por Parr.
- Photographs. Rome: Contrasto, 2006. ISBN 88-6965-015-4. Photographs by David Goldblatt. Parr contribuiu com uma pequena introdução para este livro, publicado para uma exibição descrita como curada por Parr.
  - David Goldblatt. Südafrikanische Fotografien 1952–2006. Winterthur: Fotomuseum, 2007. ISBN 3856162941.
- Darkroom. Portland, OR: Nazraeli, 2007. ISBN 9781590051924. Fotografias por Michel Campeau. Primeiro livro em "Parr/Nazraeli Edition of Ten".
- Half Awake and Half Asleep in the Water. Portland, OR: 2007. ISBN 9781590052150. Fotografias por Asako Narahashi. Segundo livro em "Parr/Nazraeli Edition of Ten".
- Parr World. Postcards. London: Chris Boot, 2008. ISBN 978-1-905712-10-6. Reproduções de cartões-postais.
  - Cartes postales. Monde de Martin Parr. Paris: Textuel, 2008. ISBN 2845972873.
- Parr World. Objects. Londres: Chris Boot, 2008. ISBN 978-1-905712-08-3.
  - Objets. Monde de Martin Parr. Paris: Textuel, 2008. ISBN 2845972873.
- NYPH 08: New York Photo Festival 14–18 May: The Future of Contemporary Photography: DUMBO, Brooklyn. New York: Powerhouse, 2008. ISBN 1576874796. Livro de uma exibição curada por Parr.
- Bureaucratics. Portland, OR: Nazraeli, 2008. ISBN 978-1-59005-232-7. Fotografias por Jan Banning. terceiro livro em "Parr/Nazraeli Edition of Ten".
- Portfolio: Click to Add Subtitle. Blurb, 2009. OCLC 680083358. Sobre a fotografia. Com texto por Parr, WassinkLundgren (Thijs groot Wassink e Ruben Lundgren),  Blurb, Hewlett-Packard.
- School. Portland, OR: Nazraeli, 2009. ISBN 1-59005-241-2. Fotografias por Raimond Wouda. Quarto livro em "Parr/Nazraeli Edition of Ten".
- Visual correspondences = Correspondencias visuales. Buenos Aires: La Marca Editora, 2009. OCLC 429143026. Trabalho artístico por Parr, Marcelo Brodsky, Manuel Esclusa, Cassio Vasconcellos, Pablo Ortiz Monasterio e Horst Hoheisel; textos por Valeria González, Eduardo Cadava e Paola Cortes-Rocca. Em espanhol e inglês.
- Archivo. Amsterdam, 2009. ISBN 907253204X. Trabalho por Parr, Harold Strak, Eva-Fiore Kovakovsky, Johannes Schwartz, Daya Cahen, Paul Kooiker, Qiu Yang, Kyungwoo Chun, Lee To Sang, Erik van der Weijde, Sara Blokland, Willem van Zoetendaal, Anuschka Blommers & Niels Schumm, e Miroslav Tichý. Catalogo de uma exibição curada por Paul Kooiker e Willem van Zoetendaal.
- Retratos Pintados. Portland, OR: Nazraeli Press 2010. Painted photographs collected by Titus Riedl. Quinto livro em "Parr/Nazraeli Edition of Ten".
- Grimaces of the Weary Village by Rimaldas Vikšraitis. London: White Space Gallery, 2010. ISBN 0955739462.
- Brighton Photo Biennial 2010: New Documents. Brighton: Brighton Photo Biennial, 2010. ISBN 190379644X. Catalogo de uma exibição curada por Parr, editado por Parr e Helen Cadwallader.
- Geografía postal: Las postales de las familias García Lorca y De los Ríos. Madrid: This Side Up; Fundación Federico García Lorca; Obra Social Caja Madrid, 2010. ISBN 8493491624. Selecionado por Parr, texto por Enrique Vila-Matas. Em espanhol.
  - Postal Geography: Postcards of the García Lorca and De los Ríos Families. Madrid: Instituto Cervantes, Fundación Federico García Lorca, Obra Social Caja Madrid, 2012. OCLC 847873266. versão em inglês, para acompanhar a exibição realizada no Instituto Cervantes, Dublin.
- Magnum Contact Sheets. Editado por Kristen Lubben.
  - Magnum Contact Sheets. London: Thames & Hudson, 2011. ISBN 9780500544129.
  - Magnum Contact Sheets. London: Thames & Hudson, 2014. ISBN 978-0500544310. Edição compacta.
  - Magnum Contact Sheets: The Collector's Edition: Martin Parr, Last Resort, 1985. London: Thames & Hudson, 2011. ISBN 978-0500544129. Inclui uma impressão de uma folha de contato. Edição de 50 cópias.
- Martin Parr's Best Books of the Decade. PhotoIreland, 2011. OCLC 756036166. Editado por Moritz Neumüller e Ángel Luis González.
- La Creciente. Portland, OR: Nazraeli, 2011. ISBN 9781590053218. Fotografias por Alejandro Chaskielberg. Sexto livro em "Parr/Nazraeli Edition of Ten".
- The Protest Box. Göttingen: Steidl, 2011. ISBN 9783869301242. Contem Protest on Paper (ISBN 3869301422); Enrique Bostelmann, América: un Viaje a traves de la injustica (1970); Paolo Gasparini, Para verte major, América Latina (1972); Dirk Alvermann, Algeria (1961); Kazuo Kitai, Sanrizuka (1971); Paolo Mattioli e Anna Candiani, Immagini del No (1974). Co-editado com Gerry Badger.
- El fotolibro latinoamericano. Mexico City: Fundación Televisa, 2011. OCLC 777865333. Co-editado por Horacio Fernández, Marcelo Brodsky, Iatã Cannabrava, Pablo Ortiz Monasterio, e outros. Em inglês.
  - The Latin American Photobook. Aperture Foundation and Fundación Televisa, 2011. ISBN 978-1-59711-189-8. Em inglês.
  - Les Livres de photographie d'Amérique latine. Marseille: Images en manoeuvres, 2011. ISBN 2849952168. Em Francês.
- From Here On. Arles: Les Rencontres d'Arles-photographie, 2011. ISBN 2953916814. Catalogo de uma exibição curada por Parr, Clément Chéreux, Joan Fontcuberta, Erik Kessels e Joachim Schmid; texto francês e inglês.
  - From here on: D'ara endavant: La postfotografia en l'era d'internet I la telefonia mòbil = From here on: a partir de ahora: la postfotografía en la era de internet y la telefonía móvil = From here on: Postphotography in the age of the Internet and the mobile phone. Mexico City: Editorial RM; Barcelona: Arts Santa Monica: Generalitat de Catalunya, Department de Cultura, 2013. ISBN 8439389949; ISBN 8415118457.
- New Latin Look = Nueva mirada latina. Madrid: Ivorypress, 2012. ISBN 8493949841. Editado por Parr e Elena Ochoa Foster. Em espanhol e inglês.
- Strangely Familiar. Portland, OR: Nazraeli, 2013. ISBN 1-59005-353-2. Fotografias por Peter Mitchell. Sétimo livro no "Parr/Nazraeli Edition of Ten".
- Watford Gap: The First Motorway Service Station. Ipswich: Diesel Books, 2013. ISBN 978-0-9566928-2-5. Fotografias por Sam Mellish, introdução por David Harsent, e "archival imagery" por Parr.
- Only in England: Photographs by Tony Ray-Jones. Bradford: National Media Museum, 2013. ISBN 978-1-900747-67-7. OCLC 870756771. Publicado para acompanhar a exibição descrita como tendo uma parte de suas imagens selecionadas pelo arquivo Ray-Jones por Parr e Greg Hobson. Parr contribuiu com um ensaio. Introduções por Hannah Redler e Greg Hobson, e ensaios por David Alan Mellor e Ian Walker também.
- The Waiting Game. Mexico City, Mexico: Editorial RM, 2014. ISBN 978-8415118572. Fotografias por Txema Salvans. Parr e John Carlin contribuiram com uma pequena introdução cada.
- Hidden Islam. Bolzano/Bozen, Itália: Rorhof, 2014. ISBN 978-88-909817-0-8. Fotografias por Nicolò Degiorgis. Editado e introduzido por Parr.
- The Chinese Photobook. Com WassinkLundgren. Nova York: Aperture, 2015. ISBN 978-1597112284.
- ABC Photography. Berlin: Tarzipan, 2017. Fotografias por Parr, Nan Goldin, Sarah Illenberger, Peter Lindbergh, Christoph Niemann, Bene Ochs, Sebastião Salgado, Alec Soth, Wolfgang Tillmans, e outros. Texto por Monte Packham.

### Livros sobre Parr
Estes também incluem fotografias de Parr.
- Martin Parr por Val Williams.
  - London: Phaidon, 2002. ISBN 0-7148-3990-6. Livro capa-dura.
  - Martin Parr. Rome: Contrasto, 2002. ISBN 888698247X. Versão em italiano.
  - Berlin: Phaidon, 2008. ISBN 0714893919. Versão em alemão.
  - London: Phaidon, 2004. ISBN 071484389X. Livro brochado.
  - 2nd ed. London: Phaidon, 2014. ISBN 0714865664.
- Martin Parr vu par.... Bonsecours, France: Édition Point de vues, 2005. Por crianças; em francês.
- Martin Parr por Sandra S Phillips.
  - Phaidon 55. London: Phaidon, 2007. ISBN 978-0-7148-4528-9.
  - Paris: Phaidon, 2007. ISBN 0714899925. Versão em francês.
  - London: Phaidon, 2013.
- Martin Parr, texto por Alessandra Mauro.
  - I Grandi Fotografi: Magnum Photos. Testimonianze e visioni del nostro tempo. Milan: Hachette Fascicoli, 2005. OCLC 799576457. Em italiano.
  - Grandes fotográfos Magnum Photos 20. [Barcelona]: Salvat [2007]. ISBN 844710558X. Em espanhol.

## Exposições notáveis

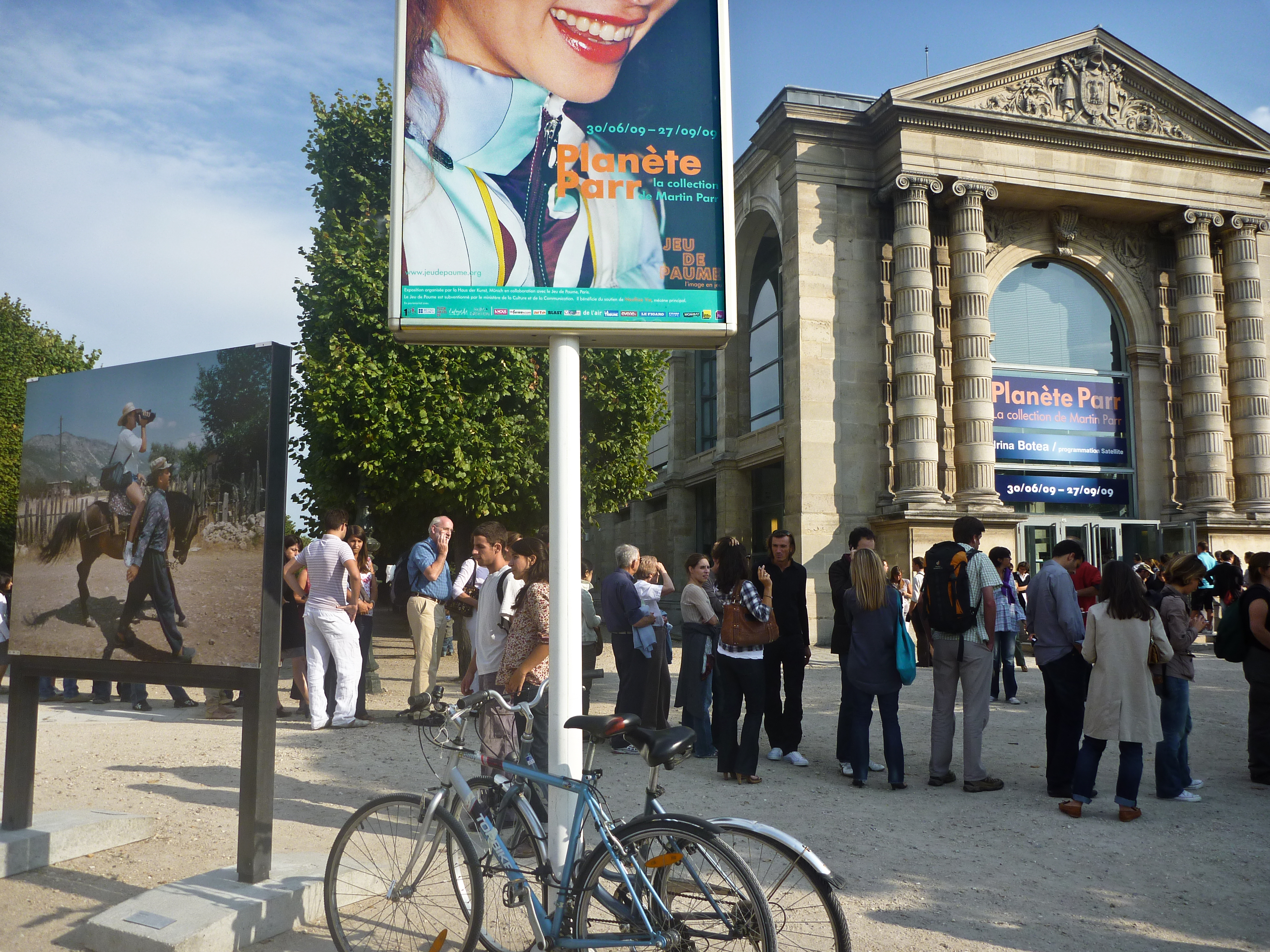
Fila para a exibição de ParrWorld, Galerie nationale du Jeu de Paume, Paris, 2009.

- 1972: Butlins by the Sea (com Daniel Meadows), Impressions Gallery, York, Reino Unido.[8]:25,26
- 1974: Home Sweet Home, Impressions Gallery, York, Reino Unido.[8]:25,26
- 1977: Hebden Bridge e Beauty Spots, The Photographers' Gallery, Londres.[8]:25,26
- 1989–1991: The Cost of Living, Royal Photographic Society, Bath, 1989/1990.[carece de fontes?] The Photographers' Gallery, Londres , 1990.[carece de fontes?] Museum of Modern Art, Oxford, 1990.[carece de fontes?] Gallery Jacques Gordat, Paris, 1991.[carece de fontes?]
- 2002–2005: Retrospective, Martin Parr Photoworks 1971 – 2000, Barbican Arts Centre, Londres, 2002.[6] Museu nacional de fotografia, filme e televisão, Bradford, 2002. Kunsthal, Rotterdam, Países baixos, 2003. Museo Nacional Centro de Arte Reina Sofía, Madri, 2003. Museu nacional de fotografia, Copenhague, 2003. Deichtorhallen, Hamburgo, 2004.[51] Works 1971–2001, Maison Européenne de la Photographie, Paris, 2005.[52] Restaurado por Val Williams e organizado por Brigitte Lardinois. Fotografias de 1970s-2001, das séries Butlins by the Sea, June Street, Home Sweet Home, The Last Resort, The Cost of Living, Small World e Autoportraits.[53]
- 2007: Retrospectiva, Month of Photography Asia, Singapura. Exibição de Parr foi o show principal.[54]
- 2008/2009: ParrWorld Exposição itinerante, Haus der Kunst, Munique, 2008;[55] Graphic Design Museum, Breda, Países baixos, 2008;[carece de fontes?] Galerie nationale du Jeu de Paume, Paris, 2009;[56] Baltic, Gateshead, Reino Unido, 2009.[5]
- 2013/2014: Only in England: Photographs by Tony Ray-Jones and Martin Parr, Media Space, Science Museum, London, 19 de Setembro 2013 – 16 de Março 2014;[57] National Media Museum, Bradford, 28 March – 29 June 2014; Walker Art Gallery, Liverpool, 13 Fevereiro – 7 Junho 2015.[58] Com The Non-Conformists de Parr e material do arquivo do Museu Nacional de Mídia Ray-Jones curado por Parr e Greg Hobson.*2014: Paris, Maison Européenne de la Photographie, Paris.[59]

## Coleções
O trabalho de Parr é mantido nas seguintes coleções:
- Victoria and Albert Museum, Londres;[26]
- Tate, Londres.[31][60]